# 国道15号線 (韓国)
国道15号線(こくどう15ごうせん、ハングル: 국도 제15호선)は全羅南道高興郡蓬莱面から同道潭陽郡潭陽邑を連結する大韓民国の一般国道である。全線に全羅南道に限って連結できている。特異にも国道15号線は、国家支援地方道15号線と重複している。

## 歴史
- 1971年8月31日 : 一般国道路線指定令により国道第15号線羅老島-光州線になる。

## 通過する自治体
- 全羅南道
  - 高興郡
  - 宝城郡
  - 順天市
  - 和順郡
  - 谷城郡
  - 潭陽郡

## 交差する道路
高速道路
- 南海高速道路
- 湖南高速道路

国道
- 国道77号線
- 国道27号線 (韓国)（朝鮮語版）
- 国道2号線
- 国道18号線 (韓国)（朝鮮語版）
- 国道22号線 (韓国)（朝鮮語版）
- 国道13号線 (韓国)（朝鮮語版）
- 国道24号線 (韓国)
- 国道29号線 (韓国)